# Comuna Brațigovo, Pazardjik
Brațigovo (în bulgară Брацигово) este o comună în regiunea Pazardjik, Bulgaria, formată din orașul Brațigovo și satele Beaga, Isperihovo, Jrebiciko, Kozarsko, Ravnogor și Rozovo. 

## Demografie
Componența etnică a comunei Brațigovo
     Romi (4,09%)
     Bulgari (79,31%)
     Turci (6,73%)
     Nicio identificare (9,55%)
     Altele (0,3%)
La recensământul din 2011, populația comunei Brațigovo era de 9.648 locuitori. Din punct de vedere etnic, majoritatea locuitorilor (79,31%) erau bulgari, existând și minorități de turci (6,73%) și romi (4,09%). Pentru 9,55% din locuitori nu este cunoscută apartenența etnică.